# Vyacheslav Mikhailovich Molotov
Vyacheslav Mikhailovich Molotov (9 tháng 3 [lịch cũ 25 tháng 2] năm 1890 – 8 tháng 11 năm 1986) là một chính trị gia và nhà ngoại giao Liên Xô, một nhân vật nổi bật trong Chính phủ Liên Xô từ thập niên 1920, khi ông nổi lên trở thành người được bảo hộ của Joseph Stalin, đến năm 1957, khi ông bị loại khỏi Đoàn Chủ tịch (Bộ Chính trị) Ủy ban Trung ương bởi Nikita Khrushchev. Với cương vị Bộ trưởng Ngoại giao, ông là người đại diện của Liên Xô ký vào Hiệp ước không xâm phạm lẫn nhau giữa Phát xít Đức và Liên xô năm 1939 (cũng được gọi là Hiệp ước Molotov-Ribbentrop) cũng như trong các cuộc đàm phán thời hậu chiến. Cocktail Molotov (bom xăng) được người Phần Lan đặt theo tên ông trong thời gian diễn ra cuộc Chiến tranh mùa Đông.

## Xuất thân và tuổi trẻ
Molotov, tên khi sinh Vyacheslav Mikhailovich Skriabin (Вячеслав Михайлович Скря́бин), sinh tại làng Kukarka (hiện là Sovetsk tại Kirov Oblast), là con trai của một thư ký tiệm buôn. Trái với một lời đồn đại sai lầm thường được nhắc lại, ông không liên quan tới nhà soạn nhạc Alexander Scriabin. Ông được giáo dục trong một ngôi trường cấp hai tại Kazan, và gia nhập phái Bolshevik của Đảng Lao động Dân chủ Xã hội Nga năm 1906. Để phục vụ công việc chính trị ông lấy biệt hiệu Molotov (từ từ molot trong tiếng Nga, "búa"). Ông bị bắt năm 1909 và bị lưu đày hai năm tại Vologda. Năm 1911 ông ghi tên vào trường bách khoa Saint Petersburg, và cũng gia nhập ban biên tập tờ Pravda, tờ báo bí mật của những người Bolshevik, mà Joseph Stalin làm Tổng biên tập. Năm 1913 Molotov một lần nữa bị bắt và bị trục xuất tới Irkutsk, nhưng vào năm 1915 ông trốn thoát và quay lại thủ đô.

## Buổi đầu sự nghiệp
Năm 1916, Molotov trở thành thành viên Ủy ban Đảng Bolshevik tại Petrograd. Khi cuộc Cách mạng tháng 2 diễn ra vào tháng 2 năm 1917, ông là một trong số ít người Bolshevik đứng nổi lên ở thủ đô. Dưới sự lãnh đạo của ông tờ Pravda chuyển sang lập trường "cánh tả" đối lập với Chính phủ Lâm thời được hình thành sau cuộc cách mạng. Vì thế, khi Stalin quay trở lại thủ đô, ông đã đảo ngược quan điểm của Molotov. Tuy nhiên, khi nhà lãnh đạo đảng, Vladimir Lenin, tới nơi, ông giành quyền của Stalin. Dù có điều này, Molotov đã trở thành một người được bảo hộ và đồng minh thân cận của Stalin, một liên minh không chỉ mang lại cho ông vinh quang sau này, hà hầu như chắc chắn là cả mạng sống của ông; Molotov là người duy nhất trong số bốn nhà lãnh đạo phái Cựu Bolshevik còn sống sót sau cuộc Đại thanh trừng. Ba người kia là Kalinin (mất năm 1946), Aleksandra Mikhailovna Kollontai (mất năm 1952) và chính Stalin (mất năm 1953). Molotov trở thành một thành viên của Ủy ban Quân sự Cách mạng đề ra kế hoạch cho cuộc Cách mạng tháng 10 (đưa những người Bolshevik lên nắm quyền lực).
Năm 1918, Molotov được gửi tới Ukraina để tham gia vào cuộc Nội chiến khi ấy đang bùng phát. Bởi ông không phải là một nhân vật quân sự, Molotov không tham gia vào việc chiến đấu. Năm 1920, ông trở thành Thư ký Ủy ban Trung ương Đảng Bolshevik Ukraina. Lenin đã gọi ông trở về Moskva năm 1921, đưa ông vào làm thành viên đầy đủ bên trong Ủy ban Trung ương và Orgburo, và giao ông trách nhiệm Thư ký của Đảng. Năm 1922, Stalin trở thành Tổng Thư ký Đảng Bolshevik với Molotov trên thực tế là thư ký "thứ hai". Dưới sự bảo trợ của Stalin, Molotov trở thành một thành viên Bộ Chính trị năm 1926.
Trong cuộc tranh giành quyền lực sau cái chết của Lenin năm 1924, Molotov vẫn là một người ủng hộ trung thành của Stalin chống lại nhiều đối thủ của ông ta: đầu tiên là Lev Trotsky, sau đó là Lev Kamenev và Grigory Zinoviev và cuối cùng là Nikolai Bukharin. Ông trở thành nhân vật lãnh đạo trong "Trung tâm Stalinist" của đảng, cũng bao gồm Kliment Voroshilov, Lazar Kaganovich, Sergo Ordzhonikidze và Sergei Kirov. Trotsky và những người ủng hộ ông đã đánh giá thấp Molotov như nhiều người khác cũng từng sai lầm như vậy. Trotsky đã gọi ông là "nhân vật xoàng xĩnh", trong khi chính Molotov lại làm ra vẻ thông thái rởm khi khiển trách các đồng chí gọi ông là 'Mông Đá' bằng cách nói rằng Lenin thực tế đã gọi ông là 'Mông Sắt'. Tuy nhiên, cái vẻ ngoài đần độn che giấu một đầu óc sâu sắc và một tài năng hành chính to lớn. Ông chủ yếu hoạt động phía sau và tạo dựng hình ảnh như một quan chức vô vị - ví dụ, ông là lãnh đạo Bolshevik duy nhất luôn mặc một kiểu bộ đồ và ca vát (kiểu cách học được từ Lenin này đã thay đổi ở những năm sau đó).

## Thủ tướng

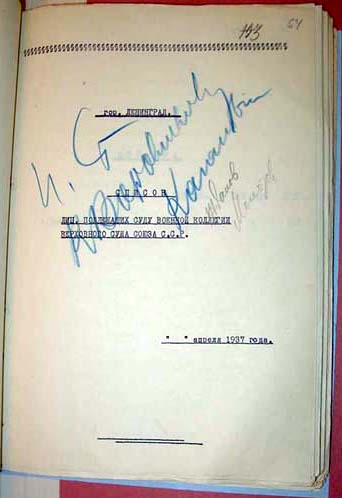
Một danh sách phạm nhân được ký bởi Molotov, Stalin, Voroshilov, Kaganovich và Zhdanov

Khi đồng minh của Bukharin, Alexei Rykov, bị loại khỏi chức Chủ tịch Hội đồng Dân uỷ Nhân dân (tương đương Thủ tướng) vào tháng 12 năm 1930, Molotov lên kế vị.
Ở chức vụ này, ông giám sát chương trình Tập thể hoá nông nghiệp của chế độ Stalin. Molotov đã thực hiện sách lược của Stalin bằng cách sử dụng một sự phối hợp vũ lực và tuyên truyền để dập tắt sự kháng cự của người nông dân với tập thể hoá, gồm cả việc trục xuất hàng triệu người kulak (nông dân giàu, địa chủ) tới các trại lao động. Ông đã ký "Law of Spikelets" và đích thân lãnh đạo Ủy ban Đặc biệt về Vận tải Ngũ cốc tại Ukraina, chiếm lấy số lượng được thông báo lên tới 4.2 triệu tấn ngũ cốc từ những người nông dân, trong một nạn đói ở mức độ rộng lớn (được biết tới ở Ukraina là Holodomor). Molotov cũng giám sát việc thực hiện Kế hoạch 5 năm lần thứ nhất để công nghiệp hoá nhanh chóng.
Sergey Kirov, Bí thư Thành ủy Leningrad đã bị ám sát năm 1934 bởi thành viên của một tổ chức hoạt động chống Nhà nước Liên Xô, đây là một sự kiện lớn trong thời kỳ đó. Hiện một số nhà sử học (đáng chú ý là Edvard Radzinsky trong cuốn 'Stalin' của ông) tin rằng Stalin đã ra lệnh đáp trả, gây ra một cuộc khủng hoảng thứ hai, cuộc Đại thanh trừng. . Dù được tiến hành bởi các lãnh đạo cảnh sát mật của Stalin là Genrikh Yagoda, Nikolai Yezhov và Lavrenty Beria, Molotov cũng tham gia tích cực vào quá trình này. Stalin thường yêu cầu ông và các thành viên khác của Bộ Chính trị ký các lệnh tử hình các nạn nhân nổi tiếng, và Molotov luôn tuân lệnh mà không bao giờ có câu hỏi nào. Không có bằng chứng về việc Molotov tìm cách hạn chế các cuộc bắt giữ hay thậm chí cứu các cá nhân, như một số lãnh đạo Xô viết khác từng làm. Trong thời kỳ này, ông đã đích thân thông qua các danh sách tài liệu 372 vụ xử bắn, nhiều hơn bất kỳ người nào khác, kể cả Stalin
Dù có thiệt hại lớn về nhân mạng, Liên bang Xô viết dưới thời Thủ tướng của Molotov đã có những bước tiến to lớn trong việc chấp nhận và áp dụng rộng rãi các kỹ thuật nông nghiệp và công nghiệp hiện đại (Xem kinh tế chỉ huy). Sản lượng công nghiệp Liên Xô trong thời kỳ này tăng rất nhanh, vươn lên dẫn đầu châu Âu và đứng thứ 2 thế giới. Bộ mặt xã hội cũng thay đổi với việc phổ cập giáo dục, thanh toán nạn mù chữ và cung cấp y tế miễn phí. Sự trỗi dậy của Adolf Hitler tại nước Đức Phát xít đã dẫn tới các nhu cầu lớn về phát triển ngành công nghiệp quân sự hiện đại, và Molotov và Dân uỷ phụ trách công nghiệp, Lazar Kaganovich, chủ yếu chịu trách nhiệm chỉ đạo việc này. Quả thực, chính ngành công nghiệp sản xuất vũ khí ở quy mô rất lớn đã cho phép Liên xô giành được ưu thế trong Thế chiến II. Tuy nhiên, những cuộc thanh lọc trong giới lãnh đạo Hồng quân, trong đó có sự tham gia của Molotov, đã làm suy yếu khả năng quốc phòng của Liên Xô. Điều này ở một số mặt là nguyên nhân của những thất bại quân sự Liên Xô năm 1941 và 1942, chủ yếu bởi sự không sẵn sàng cho chiến tranh. Nó cũng dẫn tới việc làm tan rã tầng lớp nông dân và sự thay thế nó bằng nền nông nghiệp tập thể hoá để lại một nền sản xuất nông nghiệp không hiệu quả mà Liên xô chưa bao giờ vượt qua được.
Đến năm 1940, Molotov nói chung được coi là phó của Stalin và người kế nhiệm trong tương lai của ông ta, dù Molotov vẫn cẩn thận để không khuyến khích bất kỳ một đề xuất nào như vậy. Nhà báo Hoa Kỳ John Gunther đã viết vào năm 1938: "Molotov có một vầng trán đẹp, và có vẻ ngoài và hành động như một vị giáo sư y học Pháp - có trật tự, chính xác, mô phạm. Ông là... một con người của trí thông minh và ảnh hưởng hạng nhất. Molotov là một người ăn chay và một người kiêng rượu. Stalin trao cho ông thực hiện hầu hết các công việc bẩn thỉu".

## Bộ trưởng Ngoại giao

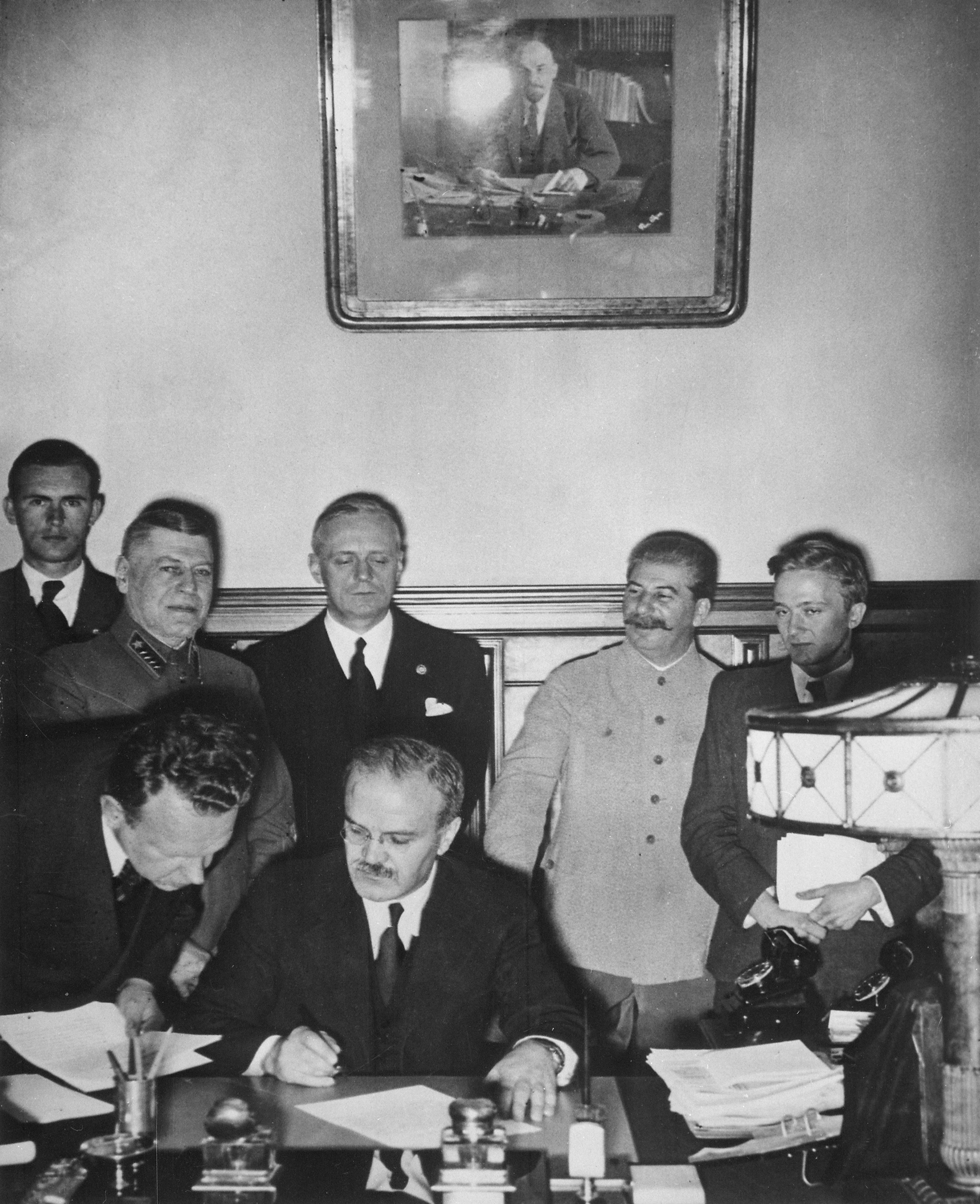
Molotov ký Hiệp ước không xâm phạm lẫn nhau Xô-Đức; phía sau ông là Ribbentrop và Stalin.

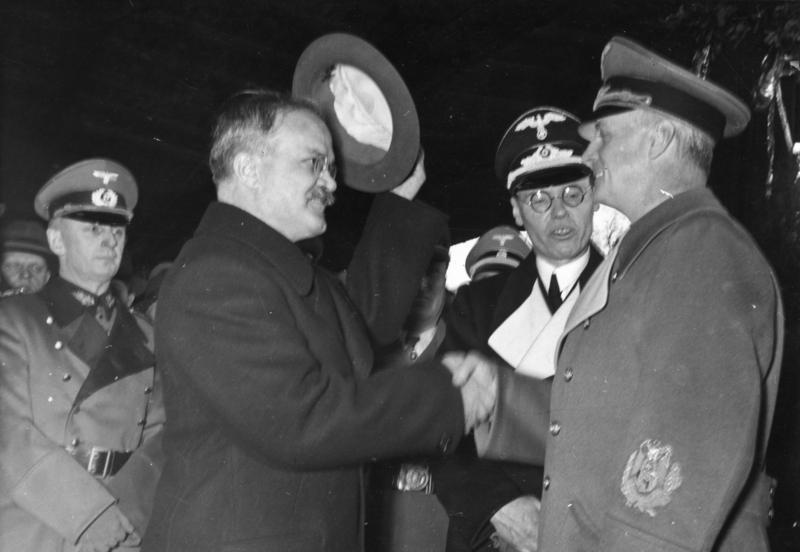
Phái bộ tới Đức Quốc xã tháng 11 năm 1940

Năm 1939, sau Hiệp ước Munich và cuộc xâm lược Tiệp Khắc sau đó của Hitler năm 1938, Stalin tin rằng Anh và Pháp không phải là các đồng minh đáng tin cậy để chống lại sự mở rộng của Đức, vì thế thay vào đó ông tìm kiếm sự hoà giải với Đức. Tháng 5 năm 1939, Bộ trưởng Ngoại giao Maxim Litvinov (người gốc Do Thái, và cũng bị coi là có tình cảm ủng hộ phương Tây) bị bãi chức, và Molotov được chỉ định thay thế ông ta. Molotov vẫn giữ chức lãnh đạo Hội đồng Bộ trưởng Sovnarkom cho tới tháng 5 năm 1941, khi Stalin nhận chức lãnh đạo chính thức của Chính phủ Liên xô.
Ban đầu, Hitler từ chối các đề xuất ngoại giao của Liên Xô với ngụ ý về tham vọng một hiệp ước của Stalin, nhưng vào đầu tháng 8, ông cho phép Bộ trưởng Ngoại giao Joachim von Ribbentrop bắt đầu các cuộc đàm phán nghiêm túc. Một thỏa thuận thương mại được ký kết ngày 18 tháng 8 và vào ngày 22 tháng 8, Ribbentrop bay sang Moskva để ký một hiệp ước không xâm phạm lẫn nhau chính thức. Dù được gọi là Hiệp ước Molotov-Ribbentrop, Molotov và Ribbentrop chỉ đóng vai trò nhân vật thừa hành cho hai lãnh đạo của họ, Stalin và Hitler. Phần quan trọng nhất của hiệp ước là một thỏa thuận bí mật, quy định việc phân chia Ba Lan, Phần Lan và các quốc gia vùng Baltic giữa Phát xít Đức và Liên Xô và về việc xâm lược Bessarabia (cựu thuộc địa của Đế quốc Nga nhưng bị Romania chiếm năm 1919, hiện là Moldova). Thoả thuận này bật đèn xanh cho Đức và Liên Xô xâm lược Ba Lan, cuộc xâm lược của Đức bắt đầu ngày 1 tháng 9 năm 1939 và 16 ngày sau thì Liên Xô xâm lăng từ phía đông.
Theo các điều khoản của Hiệp ước, Stalin, trên thực tế, được trao quyền chiếm và sáp nhập Estonia, Latvia và Bessarabia, cũng như phần của Ba Lan phía đông Đường Curzon (một khu vực trong đó người Ukraina và người Belorus chiếm đa số). Đức được phép chiếm 2/3 Ba Lan ở phía tây (đa số đã được sáp nhập vào Đức), cũng như Litva, nhưng Hiệp ước sau này đã được sửa đổi để đưa Litva vào trong vùng ảnh hưởng Liên Xô đổi lấy một biên giới dễ chịu hơn tại Ba Lan. Ông cũng được tự do hành động trong quan hệ với Phần Lan. Trong cuộc Chiến tranh Liên Xô-Phần Lan diễn ra sau đó, một sự tổng hợp của sự kháng cự mạnh mẽ của Phần Lan cộng với sự điều khiển chiến tranh kém cỏi, chiến thuật cũ kỹ đã dẫn tới việc quân đội Liên Xô chịu nhiều thiệt hại nặng, dù Phần Lan cuối cùng cũng chấp nhận cắt nhượng lãnh thổ. Trong cuộc xung đột này, người Phần Lan đã sáng tạo ra thuật ngữ cocktail Molotov để chỉ một thiết bị gây cháy tự tạo đơn giản có thể chống lại xe tăng.

## Thế chiến II
Hiệp ước Molotov-Ribbentrop điều phối quan hệ Xô-Đức cho tới tháng 6 năm 1941 khi Hitler, sau khi đã chiếm Pháp và trung lập hoá Anh, quay sang phía đông và tấn công Liên bang Xô viết. Molotov cũng chịu trách nhiệm thông báo với người dân Liên Xô về vụ tấn công, khi ông thông báo chiến tranh, thay cho Joseph Stalin. Bài phát biểu của ông, được phát sóng trên đài ngày 22 tháng 6, đóng một vai trò ở Nga tương tự như những bài phát biểu của Winston Churchill ở Anh, và để lại dấu ấn trên văn hoá Nga.
Sau cuộc xâm lược, Molotov đã thực hiện những cuộc đàm phán khẩn cấp với Anh và, sau này, với Hoa Kỳ về các liên minh thời chiến. Trên chiếc máy bay ném bom Pe-8 ông đã vượt qua mặt trận tới London và Washington tháng 5 năm 1942. Chiếc máy bay bay qua các vùng đất bị Đức chiếm đóng, nơi AAA và Luftwaffe thường xuyên tuần tra, khó khăn và nguy hiểm tới mức, phi công của Molotov, Endel Puusepp, đã được phong Anh hùng Liên xô vì đã thực hiện nó. Ngay khi tới nơi Molotov đã ký Hiệp ước Liên minh Anh-Xô và cũng có được sự đồng thuận của Franklin D. Roosevelt và Winston Churchill về việc tạo lập một "mặt trận thứ hai" ở châu Âu.
Molotov đã tháp tùng Stalin tới Hội nghị Teheran năm 1943, Hội nghị Yalta năm 1945 và Hội nghị Potsdam, sau khi Phát xít Đức đã thất bại. Ông đại diện cho Liên Xô tại Hội nghị San Francisco, tạo lập Liên Hợp Quốc. Thậm chí trong giai đoạn liên minh thời chiến, Molotov được biết tới là một nhà đàm phán cứng rắn và kiên quyết bảo vệ các quyền lợi của Liên Xô. Trong việc này ông đã thực hiện được những mong muốn của Stalin.

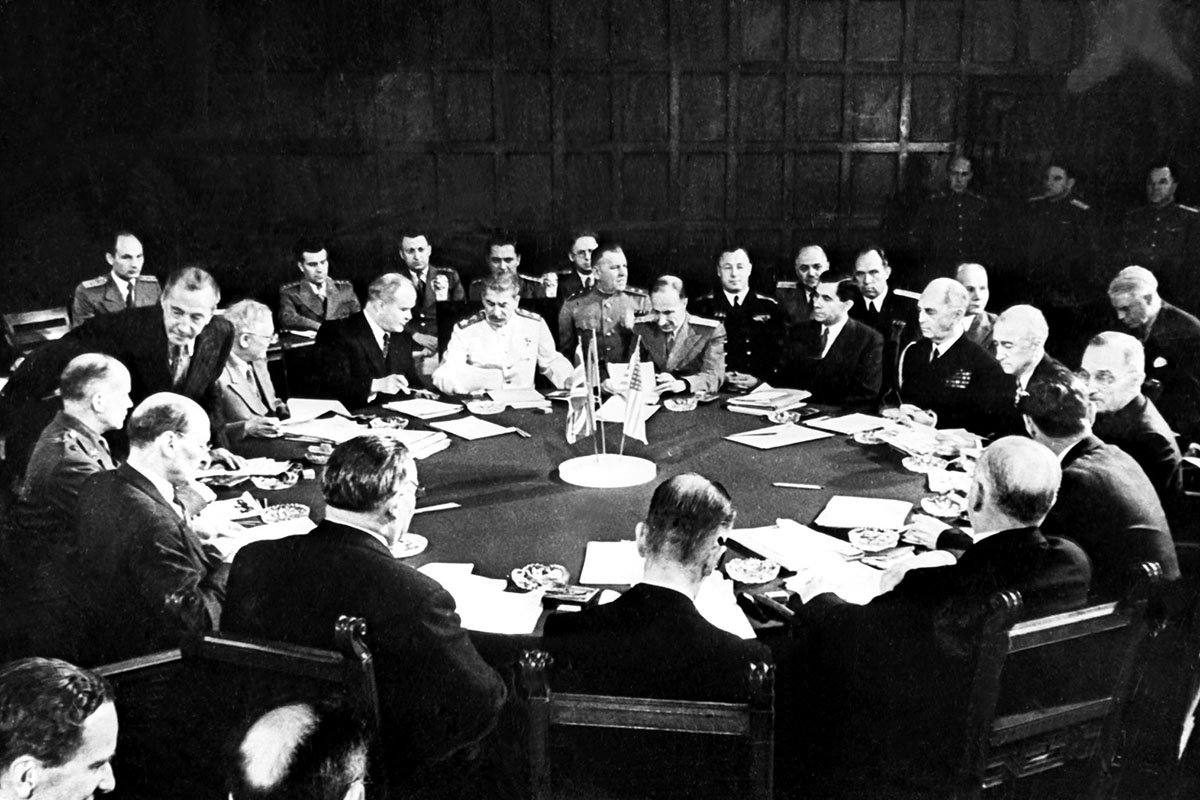
Hội nghị Potsdam: Clement Attlee, Ernest Bevin, Molotov, Josef Stalin, William Daniel Leahy, James F. Byrnes, Harry S. Truman và những người khác.

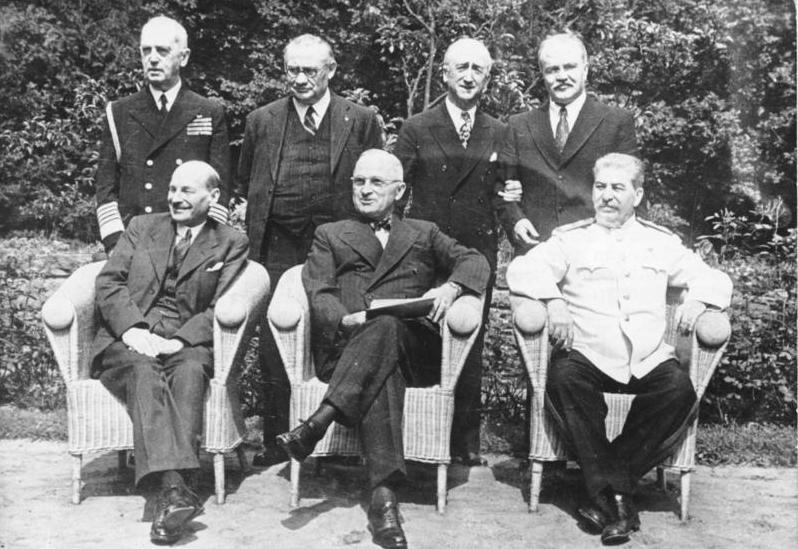
Ngồi (từ trái): Clement Attlee, Harry S. Truman, Josef Stalin; phía sau: William Daniel Leahy, Ernest Bevin, James F. Byrnes và Molotov.

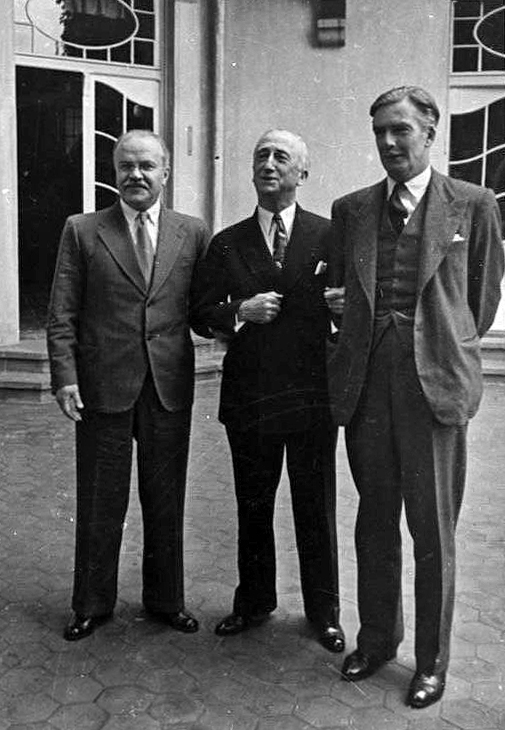
Các Bộ trưởng Ngoại giao: Molotov, James F. Byrnes và Anthony Eden trong một khoảng thời gian nghỉ tại Hội nghị, tháng 7 năm 1945.

Từ năm 1945 tới năm 1947 Molotov tham gia vào tất cả bốn Hội nghị Ngoại trưởng các quốc gia chiến thắng trong Thế chiến II. Nói chung, ông được coi là người có thái độ không hợp tác với các cường quốc phương Tây.
Winston Churchill trong những cuốn hồi ký thời chiến của mình đã liệt kê nhiều cuộc gặp với Molotov. Thừa nhận ông như một "người có khả năng kiệt xuất và tàn nhẫn máu lạnh," Churchill đã kết luận: "Trong việc tiến hành công việc ngoại giao, Mazarin, Talleyrand, Metternich, sẽ đón chào ông vào cùng hội với họ, nếu có một thế giới khác trong đó những người Bolshevik tự cho mình tham gia."

## Nghề nghiệp thời hậu chiến
Ở thời hậu chiến, vị trí của Molotov dần suy giảm. Năm 1949, ông bị thay thế chức vụ Bộ trưởng Ngoại giao bởi Andrey Vyshinsky, dù vẫn giữ được chức Phó Thủ tướng và thành viên của Bộ Chính trị. Sau cái chết của Andrei Zhdanov, người được coi là ứng cử viên kế vị Stalin, Stalin và Beria bắt đầu lên kế hoạch một kế hoạch mới, sẽ loại bỏ hầu hết các lãnh đạo cũ trong đảng như Molotov khỏi các chức vụ của họ, thay thế bằng các lãnh đạo mới trẻ hơn, như Georgii Malenkov và Nikita Khrushchev, được sự bảo trợ của Stalin.
Một dấu hiệu rõ ràng về tình trạng bấp bênh của Molotov là việc ông không thể ngăn cản việc bắt giữ bà vợ người Do Thái của mình, Polina Zhemchuzhina, vào tháng 12 năm 1948 vì tội "phản bội". Stalin từ lâu đã không tin tưởng bà. Bà được Beria thả ra ngay khi Stalin chết. Tại Đại hội lần thứ XIX của Đảng năm 1952, Molotov được bầu vào Đoàn Chủ tịch Xô viết Tối cao mở rộng mới của Đảng Cộng sản nhưng bị gạt khỏi Ủy ban Thường trực nhỏ hơn của Đoàn Chủ tịch (dù điều này không được đưa ra công khai). Dường như cái chết của Stalin tháng 3 năm 1953 đã cứu Molotov thoát khỏi việc bị loại khỏi giới lãnh đạo Liên xô.
Sau khi Stalin chết, một cuộc tập hợp giới lãnh đạo xuất hiện, trong quá trình đó vị trí của Molotov lại được tăng cường. Beria đã bị bắt giữ và xử bắn vì tội danh lạm quyền, và Molotov giành lại chức Bộ trưởng Ngoại giao dưới thời làm Thủ tướng của Malenkov. Tuy nhiên, Tổng Bí thư mới của Đảng (sau đó đổi thành Bí thư thứ nhất), Nikita Khrushchev, nhanh chóng trở thành người cầm quyền thực sự của chế độ. Ông quản lý một chính sách đối ngoại đang dần tự do hoá bên trong và "tan băng" bên ngoài, thể hiện sự hoà giải với chính phủ Tito tại Nam Tư (vốn đã bị Stalin trục xuất khỏi phong trào cộng sản). Molotov, một người theo đường lối Stalin từ trước, dường như càng ngày càng bị gạt khỏi không khí chính trị mới, nhưng ông vẫn đại diện cho Liên Xô với thái độ kiên quyết của mình tại Hội nghị Geneva năm 1954 bàn về an ninh châu Âu, tái thống nhất nước Đức và giải giáp.
Những sự kiện dẫn tới sự suy sụp của Molotov bắt đầu tháng 2 năm 1956 khi Khrushchev tung ra một chiến dịch lên án Stalin chưa từng có tại Đại hội Đảng lần thứ XX. Khrushchev đã tấn công Stalin cả về những sai lầm trong thập niên 1930 và những thất bại trong những năm đầu Thế chiến II, mà ông lên án thái độ tin tưởng quá mức của Stalin vào Hitler và những cuộc thanh trừng vào Hồng quân. Bởi Molotov là nhân vật hợp tác cấp cao nhất của Stalin vẫn còn sống và từng đóng vai trò thân cận với Stalin, mọi điều trở nên rõ ràng rằng việc Khrushchev lên án quá khứ có thể sẽ dẫn tới việc loại bỏ Molotov khỏi quyền lực. Sau đó ông trở thành lãnh đạo của phe "cũ" chống lại Khrushchev, dù việc ông thực tế có kế hoạch lật đổ Khrushchev hay không, như sau này nghi ngờ, vẫn còn chưa rõ ràng.
Tháng 6 năm 1956, Molotov bị gạt khỏi chức Bộ trưởng Ngoại giao, và vào tháng 6 năm 1957 bị trục xuất khỏi Đoàn Chủ tịch (Bộ Chính trị) sau một nỗ lực thất bại nhằm loại bỏ Khrushchev khỏi chức Bí thư thứ nhất. Dù phái của Molotov ban đầu giành một chiến thắng trong cuộc bỏ phiếu ở Đoàn Chủ tịch với kết quả 7-4 để yêu cầu Khrushchev từ chức, Khrushchev đã từ chối từ chức từ khi phiên họp toàn thể của Ủy ban Trung ương quyết định như vậy. Trong cuộc họp toàn thể, kéo dài từ ngày 22 đến ngày 29 tháng 6, Molotov và phái của ông đã bị đánh bại. Cuối cùng ông bị cử đi làm Đại sứ tại Mông Cổ. Năm 1960, ông được chỉ định làm Đại diện của Liên xô tại Cơ quan Năng lượng Nguyên tử Quốc tế, hành động được coi là sự khôi phục một phần. Tuy nhiên, sau Đại hội lần thứ XXII của Đảng năm 1961, trong đó Khrushchev đã thực hiện chương trình phi Stalin hoá của mình nhằm loại bỏ thi hài Stalin khỏi Lăng Lenin, Molotov bị loại bỏ khỏi mọi chức vụ và bị trục xuất khỏi Đảng Cộng sản. Tháng 3 năm 1962, có thông báo rằng Molotov đã nghỉ khỏi đời sống công cộng.
Khi nghỉ hưu, Molotov vẫn hoàn toàn không hối tiếc về vai trò của ông trong thời gian cầm quyền của Stalin. Sau cuộc chia rẽ Trung-Xô, có thông tin rằng ông đã đồng ý với những lời chỉ trích của Mao Trạch Đông về cái gọi là "chủ nghĩa xét lại" của các chính sách của Khrushchev. Theo Roy Medvedev, con gái của Stalin, Svetlana, nhớ rằng Molotov và vợ đã nói với bà: "Cha của cháu là một thiên tài. Ngày nay không còn tư tưởng cách mạng nữa, chỉ còn chủ nghĩa cơ hội ở khắp mọi nơi. Trung Quốc là hy vọng duy nhất của chúng ta! Chỉ họ còn giữ được tư tưởng cách mạng". Năm 1976, ông nói:
"Thực tế rằng chiến tranh hạt nhân có thể bùng phát, liệu đó không phải là cuộc đấu tranh giai cấp? Không có sự thay thế cho đấu tranh giai cấp. Đây là một câu hỏi rất nghiêm túc. Sự cùng sống và cùng chấm dứt không phải là cùng tồn tại hoà bình. Tóm lại, thỉnh thoảng chúng ta đã dừng lại trong một thời gian, và dưới thời Stalin chúng ta đã dừng lại ở điểm nơi những kẻ đế quốc cảm thấy có thể yêu cầu thẳng thừng: hoặc đầu hàng và từ bỏ các quan điểm, hoặc có nghĩa là chiến tranh. Tới nay những kẻ đế quốc vẫn chưa từ bỏ điều đó".
Molotov đã được khôi phục một phần dưới thời Leonid Brezhnev và được cho phép tái gia nhập Đảng Cộng sản năm 1984 dưới thời Konstantin Chernenko. Ông mất ở tuổi 96 tại Moskva tháng 11 năm 1986, chỉ 5 năm trước sự giải tán Liên Xô. Ở thời điểm qua đời, ông là người cuối cùng trong số những nhân vật chính tham gia các sự kiện năm 1917 còn sống. Ông được chôn cất tại Nghĩa trang Novodevichy, Moskva. Một tuyển tập các bài phỏng vấn với Molotov, "Molotov Remembers: Inside Kremlin Politics", đã được Felix Chuev xuất bản sau khi ông chết. Năm 2005 cháu trai của Molotov và là người trùng tên với ông, nhà khoa học chính trị Nga Vyacheslav Nikonov (sinh năm 1956), đã viết một cuốn tiểu sử của ông.
Cuối năm 1989, hai năm trước sự sụp đổ của Liên xô, Đại hội Đại biểu Nhân dân Liên Xô và chính phủ của Mikhail Gorbachev đã chính thức lên án Hiệp ước Molotov-Ribbentrop, thừa nhận rằng việc sáp nhập các nước vùng Baltic và sự phân chia Ba Lan là bất hợp pháp.
Molotov là một trong số ít người, nếu không nói là người duy nhất từng bắt tay với các rất nhiều nguyên thủ quốc gia, bao gồm lãnh đạo Liên Xô Vladimir Lenin và Joseph Stalin, Chủ tịch Trung Quốc Mao Trạch Đông, lãnh đạo Đức Quốc xã Adolf Hitler, Thủ tướng Anh Winston Churchill và các Tổng thống Hoa Kỳ Franklin D. Roosevelt và Harry S. Truman cũng như Thủ tướng Anh Anthony Eden, Thủ tướng Liên Xô Nikita Khrushchev và Nguyên soái Josip B. Tito của Nam Tư.